# Fooke Hoissen Müller

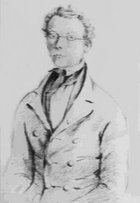
Fooke Hoissen Müller 1843

Fooke Hoissen Müller (* 15. Juli 1798 in Aurich; † 8. Oktober 1856 in Berlin) war ein deutscher Mathematiker und plattdeutscher Schriftsteller.

## Leben
Müller war der Sohn des Kaufmanns Jeldrich Hoissen Müller und dessen Frau Anna Charlotte Wittlage; er hatte vier Geschwister (Trientje Maria, verheiratet mit dem Emder Stadtbaumeister Martin Heinrich Martens; Friedrich, Kaufmann; Katharina Elisabeth und Johann Diedrich, Bürgermeister von Aurich).
Fooke Hoissen Müller besuchte zunächst eine Schule in Aurich, wo er neben Mathematik auch Latein und Physik lernte. Schon bald fiel auch sein handwerkliches Talent auf und sein Vater gab ihn zu einem Uhrmacher in die Lehre; dort war er unterfordert und kehrte an die Schule zurück. In den Jahren 1813 bis 1815 zeigte sich sein poetisches Talent, als er erste Gedichte in der Ostfriesischen Zeitung veröffentlichte. Auf Anraten des ehemaligen Lehrers Folrichs – dieser erteilte ihm Privatstunden in Trigonometrie und nautischer Navigation – schickte der Vater den begabten Jungen auf eine Schule in Oldenburg, wo er sich besonders mit Mathematik und Philologie beschäftigte. Ostern 1819 machte er seinen Abschluss und hielt eine beachtliche Abschiedsrede in Griechisch.
Am 28. April 1819 immatrikulierte er sich an der Universität Göttingen. Dort hörte er Vorlesungen beim Mathematiker Bernhard Friedrich Thibaut (1775–1832), dem Physiker Johann Tobias Mayer (1752–1830) und dem Astronomen Karl Ludwig Harding (1765–1834). Er hatte beste Zeugnisse und konnte am 16. April 1823 promovieren, ohne eine Dissertation vorlegen zu müssen. Seine Prüfer waren Thibaut und Mayer. Er kehrte nach Aurich zurück und bemühte sich um eine Anstellung im dortigen Gymnasium und in der Seefahrtsschule in Emden. Als der ehemalige Kommilitone Enne Heeren Dirksen ihn hier traf, gab er ihm den Rat, sich an der Universität von Halle zu bewerben. So wurde er Lehrer für Mathematik am königlichen Pädagogium in Halle. Am 1. Oktober 1833 übernahm Müller eine Lehrerstelle am Gymnasium Brandenburg und danach kam er an das Gymnasium und die Kriegsschule in Torgau. 1842 wurde er Professor am Gymnasium zum Grauen Kloster in Berlin.
Er hielt die ganze Zeit Kontakt zu seinem Freund Dirksen. Als dieser 1850 in Paris starb, regelte er für die Witwe Pauline Dirksen den Nachlass. Am 8. Oktober 1856 starb Müller in Berlin an Gesichtskrebs. Pauline Dirksen veröffentlichte in der Vossischen Zeitung seinen Nachruf.

## Werke
Neben einigen mathematischen Werken veröffentlichte er auch plattdeutsche Gedichte und gilt als einer der bedeutendsten plattdeutschen Schriftsteller des 19. Jahrhunderts.
- Elemente der Arithmetik und Algebra, Kommentare und Anwendungen
- Problemata analytica ad summationem serierum pertinentia. Gymnasium Torgau, 1833
- Elemente der Arithmetik und Algebra in System. Commentar und Anwendungen als Lehr- und Uebungsbuch für die mittleren Classen höherer Lehranstalten und zum Gebrauch für Hauslehrer dargestellt. Potsdam 1839–1841
- Zur Lehre vom Kreise. Gymnasium zum grauen Kloster, Berlin 1844
- Arithmetik und Algebra für Gymnasien und Realschulen. Berlin 1857
- Döntjes und Vertellsels in Brookmerlander Taal, de verbreedste Ostfreeske Mundart. Berlin 1857 Digitalisat

## Familie
Fooke Hoissen Müller war zweimal verheiratet. Seine erste Frau heiratete er 1832 in Torgau. Sie war die Tochter des dortigen Superintendenten Caroline Rosalie Koch (1810–1841). Nach ihrem Tod heiratete er 1847 in Brandenburg Auguste Heldt (1825–1854).
Von den vier Kindern aus erster Ehe überlebte nur Helene (1833–1908). Von den fünf Kindern aus zweiter Ehe überlebten: Franz (1848–1923), Anna (1849–1879) Pauline (1851–1865) und Emilie (1852–1930).